# Holcosus festivus
Holcosus festivus là một loài thằn lằn trong họ Teiidae. Loài này được Lichtenstein mô tả khoa học lần đầu tiên vào năm 1856.